# Мечта-дорога
Мечта-дорога (укр. Мрія-шлях) — другий студійний альбом Марієтти, виданий 5 березня 2009 року під лейблом Moon Records. До альбому увійшли 11 композицій та кліп на однойменну пісню разом з EL Кравчук.
|                       | «Мне жаль, что сейчас в Украине тинейджеры предоставлены сами себе. Хочу сказать, что нас замечают не по тому, что мы эпатажны, а потому, что людям просто нравится наше творчество. И поэтому моя идея собрать нас всех вместе, где мы можем обсуждать не только проблемы, с которыми приходится сталкиваться каждый день, но и хвастаться своими достижениями и талантами. А потом танцевать и веселится на дискотеке – и пусть немного домашние задания подождут» |
| — Марієтта про альбом | |

## Трек-лист
1. Інтро (Д. Сидоров)
2. Hello (Н. Далі)
3. Голуби (Д. Сидоров)
4. Крок (Д. Сидоров)
5. Літній танець (Д. Сидоров)
6. Футбол (Marietta)
7. Лунная девчонка (Д. Сидоров)
8. Новый Год (Д. Сидоров)
9. Алло (Д. Сидоров)
10. Тобі (перезапис) (Д. Сидоров)
11. Мечта-дорога (Д. Сидоров)

Кліпи
- Мечта-дорога (разом з EL Кравчук)